# Склеп Ктулху
«Склеп Ктулху» (англ. Crypt of Cthulhu) — американский фэнзин-журнал, посвященный произведениям Г. Ф. Лавкрафта и «Мифам Ктулху». В течение короткого времени он публиковался как сборник за авторством Ассоциации любительской прессы «Эзотерический Орден Дагона», которое основал в 1973 Роджер Брайант, а в 1981 голу официально учредил Роберт Прайс.

## Описание
Роберт Прайс пишет, что «Склеп Ктулху» является «причудливым смешением тем, наполовину подделка исследований творчества Лавкрафта, наполовину юмористический журнал, бульварный триллер и теологический журнал и нечто большее». Журнал всегда опирался на работы исследователей творчества Лавкрафта, в число которых входят: Стив Берендс, Эдвард Берглунд, Питер Кэннон, Стефан Дземянович, С. Т. Джоши, Роберт А. В. Лаундс, Дирк В. Мосиг, Уилл Мюррей, Даррелл Швейцер, Колин Уилсон и сам Прайс.
Журнал публиковал рассказы и стихи, которые вновь поднимали и заново исследовали темы, что использовал в своем творчестве Лавкрафт и другие ветераны «Weird Tales», такие как: Роберт Барлоу, Роберт Блох, Хью Б. Кейв, Август Дерлет, К. М. Эдди-младший, Роберт Говард, Карл Якоби, Генри Каттнер, Фрэнк Белнэп Лонг, Э. Хоффманн Прайс, Дуэйн В. Римель, Ричард Ф. Сирайт, Кларк Эштон Смит и Уилфред Бланч Талман.
В журнале также публиковались рассказы и стихи новых писателей, отдающих дань уважения старым, в том числе Рэмси Кэмпбелла, Лина Картера, Джона Глэсби, Си Джей Хендерсона, Т. Э. Д. Кляйна, Томаса Лиготти, Брайана Ламли, Гэри Майерса и Ричарда Тирни. Несколько выпусков были посвящены целиком работам того или иного автора.
Иллюстрации выполнили такие художники в жанре фэнтези, как Томас Браун, Джейсон К. Экхардт, Стивен Э. Фабиан, Д. Л. Хатчинсон, Роберт Х. Нокс, Аллен Кошовский, Гэвин О’Киф и Гаан Уилсон. Статьи обозревали жанровые книги, фильмы и игры.

## Тираж
Первоначальный тираж журнала включал 107 номеров за 20 лет. Выпуски выходили в особые даты. Первые 75 выпусков (датированных Хэллоуином 1981 г. и Михайловским праздником 1990 г.) были опубликованы Робертом Прайсом в его собственном издательстве Cryptic Publications. Следующие 26 выпусков (датированные с Хэллоуина 1990 г. по Пасху 1999 г. и под номерами с 76 по 101) были опубликованы Necronomicon Press. Последние шесть выпусков (от Ламмаса 1999 г. до Пасхи 2001 г. и с номерами со 102 по 107) были опубликованы Mythos Books. После 2001 года журнал бездействовал; однако Necronomicon Press возродила его в 2017 году, выпустив выпуск 108 (от Халломаса 2017 года). Они опубликованы в выпуске № 113 (от Ламмаса, 2019 г.). Затем Прайс перезапустил Cryptic Publications и снова начал публиковать выпуск под номером 114 (в Канун Святого Иоанна, 2022 г.).